# Valprivas
Valprivas é uma comuna francesa na região administrativa de Auvérnia-Ródano-Alpes, no departamento de Alto Loire. Estende-se por uma área de 23,73 km². Em 2010 a comuna tinha 533 habitantes (densidade: 22,5 hab./km²).